# Gemeinsames Registerportal der Länder
Die Länder der Bundesrepublik Deutschland betreiben zur Förderung der handelsrechtlichen Publizität der Register gemeinsam ein Internetportal (Registerportal). Das gemeinsame Registerportal der Länder eröffnet den Zugriff auf die automatisierten Registerabrufsysteme (§ 9 Abs. 1 HGB) der Länder und dient der Bekanntmachung der Eintragungen der Registergerichte (§ 10 HGB).

## Hintergrund
Das Registerportal entstand auf Grundlage des Beschlusses der Konferenz der Justizministerinnen und Justizminister vom 30. November 2006 und entsprechender Staatsverträge. Es wird von der Landesjustizverwaltung Nordrhein-Westfalen im Auftrag aller Länder der Bundesrepublik Deutschland betrieben.
Mit der Entwicklung des Registerportals wurde die Arbeitsgruppe „maschinell geführte Register“ der Bund-Länder-Kommission für Datenverarbeitung und Rationalisierung in der Justiz (BLK) betraut. Die ausführende Entwicklung wurde vom GGRZ Hagen in Zusammenarbeit mit den Registersoftwareherstellern übernommen. Das Registerportal ist Teil des gemeinsamen Justizportals des Bundes und der Länder der Bundesrepublik Deutschland.
Als Software kommen bei den Registergerichten zwei Produkte zum Einsatz: AUREG und RegisSTAR. AUREG wurde gemeinsam von den Bundesländern Berlin, Brandenburg, Bremen und Schleswig-Holstein entwickelt. RegisSTAR wurde von Bayern, Hamburg, Hessen, Nordrhein-Westfalen, Sachsen und Sachsen-Anhalt entwickelt. Dem Entwicklungsverbund RegisSTAR sind inzwischen auch Baden-Württemberg, Mecklenburg-Vorpommern, Niedersachsen, Rheinland-Pfalz, das Saarland und Thüringen beigetreten. Das Verfahren RegisSTAR ist seit dem 2. Oktober 2000 im Einsatz und mittlerweile in allen Ländern des Entwicklungsverbundes bei den Registergerichten im Echtbetrieb. Aureg ist seit 2004 in allen Gerichten des Entwicklungsverbunds im Echteinsatz.
Die Beauskunftung erfolgt über jeden aktuellen Webbrowser. Die Auszüge werden als PDF zur Verfügung gestellt, die von den Beteiligten eingereichten Dokumente haben in der Regel das Tagged Image File Format.

## Ziele
Durch die Entwicklung und den Betrieb sollen insbesondere folgende Ziele erreicht werden:
- Über das Registerportal wird die jedermann zu Informationszwecken gestattete Einsicht in das Handelsregister, Genossenschaftsregister und Partnerschaftsregister sowie zum Teil in die Vereinsregister in elektronischer Form eröffnet. Der Zugang erfolgt unmittelbar und bundesweit zu allen an das Registerportal angeschlossenen Abrufsystemen der Länder.
- Das Registerportal erlaubt eine bundesweite Suche über die eingetragenen Firmen und juristischen Personen.
- Zur Nutzung des Portals ist eine einmalige Anmeldung erforderlich. Mit der dabei zugewiesenen Benutzerkennung kann – ohne zusätzliche Registrierung – im Bestand aller angeschlossenen Bundesländer recherchiert werden.
- Das Registerportal steht den Amtsgerichten als zentrale Bekanntmachungsplattform in Registersachen zur Verfügung.

## Inhalte
Über das Registerportal lassen sich alle in Deutschland eingetragenen Unternehmen finden. Der Registerinhalt wird in verschiedenen Darstellungsformen als PDF-Dokument zur Verfügung gestellt und kann gespeichert sowie ausgedruckt werden.
Angeboten werden insbesondere
- der aktuelle Ausdruck mit einem Überblick über alle derzeit gültigen Eintragungen,
- der chronologische Ausdruck mit allen Daten ab Umstellung auf elektronische Registerführung,
- der historische Ausdruck mit allen Daten, die bis zur Umstellung auf die elektronische Registerführung gültig waren.

Daneben ermöglicht das Registerportal den Abruf von Dokumenten, die auf elektronischem Wege dem Registergericht zugesandt wurden, wie z. B. Gesellschafterlisten und Gesellschaftsverträge.
Die Aktualität der einsehbaren Daten ist jederzeit gewährleistet. Über das Internet werden die authentischen Daten aus dem amtlichen Register zur Verfügung gestellt, da die Recherche unmittelbar auf den Echtdatenbestand des jeweiligen Registers zugreift.

## Kosten
Der Abruf eines Online-Registerauszuges kostete bis Juli 2022 4,50 €, der eines anderen Dokumentes über das Registerportal kostete 1,50 € (Nr. 1140 und 1141 der Anlage zum JVKostG). Seit Inkrafttreten des Gesetzes zur Umsetzung der Digitalisierungsrichtlinie am 1. August 2022 ist der Abruf aller Registerinhalte sowie der elektronisch verfügbaren Dokumente kostenfrei. Eine Registrierung ist nicht mehr erforderlich. Diese Öffnung des Registerportals stieß auf heftige Kritik der Deutschen Vereinigung für Datenschutz, die befürchtet, die teilweise sensiblen Daten könnten dazu verwendet werden, sich online als andere Person auszuweisen (Identitätsdiebstahl).